# Megachile apicipennis
Megachile apicipennis är en biart som beskrevs av Carlos Schrottky 1902. Megachile apicipennis ingår i släktet tapetserarbin, och familjen buksamlarbin. Inga underarter finns listade i Catalogue of Life.